# Friedrich Holstein (Architekt)
Wilhelm Friedrich Holstein († nach 1962) war ein deutscher Architekt und Stadtbaurat in Stuttgart-Feuerbach.

## Leben
Friedrich Holstein war Stadtbaurat in Feuerbach, seit 1933 nach der Eingemeindung in Stuttgart Oberbaurat. Nach 1948 wurde er der erste Präsident der Architektenkammer Baden-Württemberg.
Der Sohn Eberhard Holstein wurde ebenfalls Architekt in Stuttgart-Feuerbach.

## Bauten (Auswahl)
Friedrich Holstein projektierte vor allem Wohngebäude in Feuerbach im Stil des Expressionismus.
| Jahr      | Ort       | Bauwerk                                      | Bild | Bemerkungen                                                                                     |
| --------- | --------- | -------------------------------------------- | ---- | ----------------------------------------------------------------------------------------------- |
| 1924–1925 | Feuerbach | Heimatmuseum, heute Wiener Straße 157        |      | Expressionismus, heute andere Nutzung                                                           |
| 1927      | Feuerbach | Schulhaus Bellevue, heute Forsthausstraße 15 |      | Neoklassizismus, heute andere Nutzung                                                           |
| 1928      | Feuerbach | Hochhaus Stuttgarter Straße 169              |      | Expressionismus, Neues Bauen, damals höchstes Wohnhaus in Feuerbach, Teil eines Gesamtkomplexes |
| 1928      | Feuerbach | Wohnhaus Föhrichstraße 26                    |      | Expressionismus, Neues Bauen, Teil eines Gesamtkomplexes                                        |
| 1928      | Feuerbach | Wohnhaus Föhrichstraße 28                    |      | Expressionismus, Neues Bauen, Teil eines Gesamtkomplexes                                        |
| 1928      | Feuerbach | Wohnhaus Föhrichstraße 30                    |      | Expressionismus, Neues Bauen, Teil eines Gesamtkomplexes                                        |
| 1928–1931 | Feuerbach | Gesundheitsamt, heute Wiener Straße 52       |      | Expressionismus, Neues Bauen, Teil des Komplexes Wiener Straße/Bregenzer Straße                 |
| 1928–1931 | Feuerbach | Feuerwache, heute Bregenzer Straße 47        |      | Expressionismus, Neues Bauen, Teil des Komplexes Wiener Straße/Bregenzer Straße                 |
| 1929      | Feuerbach | Friedhof, Ehrenhalle                         |      | Expressionismus, darin Gefallenendenkmal „Ohnmacht und Wille“ von Daniel Stocker                |